# الفيل الأخضر (فلم)
الفيل الأخضر (بالإنجليزية: The Green Elephant) (الروسية: Зелёный слоник) هو فيلم كوميدي ورعب تم إنتاجه في روسيا، وصدر سنة 1999.

## القصة
يتم تعذيب أسيرين روسيين جسديا ونفسيا.

## روابط خارجية
- الفيل الأخضر على موقع IMDb (الإنجليزية)
- الفيل الأخضر على موقع ألو سيني (الفرنسية)
- الفيل الأخضر على موقع فيلمافينيتي (الإسبانية)
- الفيل الأخضر على موقع قاعدة بيانات الفيلم (الإنجليزية)
- الفيل الأخضر على موقع ليتربوكسد (الإنجليزية)
- الفيل الأخضر على موقع كينوبويسك (الروسية)